# Thénezay
Thénezay é uma comuna francesa na região administrativa da Nova Aquitânia, no departamento de Deux-Sèvres. Estende-se por uma área de 48,49 km². Em 2010 a comuna tinha 1 430 habitantes (densidade: 29,5 hab./km²).